# Suchowola

Stadens vapen

Suchowola är en liten stad i vojvodskapet Podlasien i nordöstra Polen. Suchowola har cirka 2 200 invånare.

## Kända personer från Suchowola
- Jerzy Popiełuszko, katolsk präst